# Turdoides aylmeri
Turdoides aylmeri là một loài chim trong họ Leiothrichidae.